# Givat Oz
Givat Oz (גִּבְעַת עֹז) est un kibboutz créé en 1949 par des migrants hongrois.

## Histoire
Localisé entre les communes de Umm al-Fahm et Afula, et construit sur l'ancien village de Khirbat Zalafa.
Le village est créé en 1949 par des survivants de l'Holocauste de Hongrie, et rejoints plus tard par des immigrants du Brésil.